# Teatro independiente en España

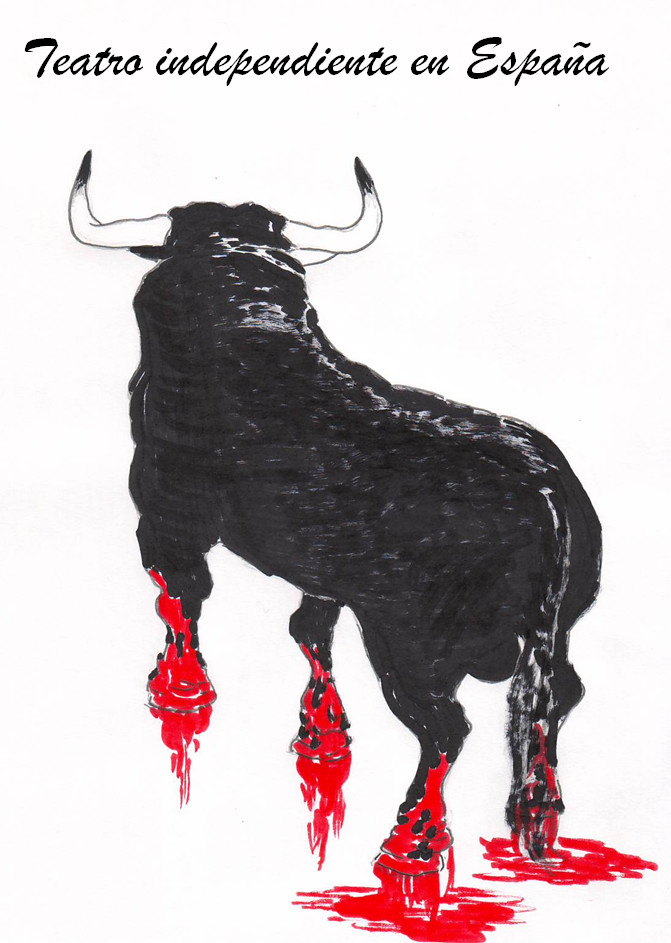
T.I.E.

El teatro independiente en España fue un movimiento juvenil iniciado al comienzo de la segunda mitad del siglo XX, casi simultáneamente en diferentes puntos de la geografía española. Su característica profesional más definitoria fue el sistema de trabajo colectivo; y sus objetivos, muy similares en los diversos focos de origen: rebelarse contra el establishment profesional, la tradición artística al uso y la tiranía del texto literario, las coordenadas creativas trasnochadas o limitadoras y, por supuesto, contra el momento político y social de la España de los últimos años de la dictadura de Franco.
Como en otros muchos países occidentales, los nombres propios de la Historia del Teatro manejados inicialmente por el teatro independiente fueron: Bertolt Brecht, Ramón María del Valle-Inclán, Federico García Lorca, Meyerhold, Peter Brook, Stanislavsky, Grotowski, Antonin Artaud, el Bread and Puppet Theater o el Living Theater, y en líneas generales el teatro radical americano y los movimientos latinoamericanos. Compensados con nuevos autores nacionales, desde Francisco Nieva a Miguel Romero Esteo, pasando por Fermín Cabal, Jesús Campos, Luis Matilla, Alberto Miralles o Jordi Teixidor y un largo etcétera. 
Los principales colectivos de la etapa inicial y los de mayor proyección en el fenómeno teatral de las décadas siguientes fueron: Els Joglars, en Cataluña y Los Goliardos, Tábano, el TEI (Teatro Experimental Independiente) y el Teatro Estable Castellano, en la capital española. Junto a ellos hay que anotar algunos posteriores como: Ditirambo Teatro Estudio, Esperpento, Bululú teatro, Teatro Circo, Comediants, el círculo de Salvador Távora...
Asimismo, los locales que llegarían a ser míticos y providenciales para el desarrollo del teatro independiente, fueron, principalmente: la Sala Cadarso y el Pequeño Teatro del TEI, en Madrid, el marco del Festival Internacional de Teatro de Sitges, el Teatro CAPSA y el Teatre Lliure, en Barcelona, y el local sevillano que acabaría dando nombre al grupo de La Cuadra. El teatro independiente fue también inseparable de la revista teatral Primer Acto, dirigida por José Monleón, que fue el principal observador del fenómeno, le analizó y le dio un espacio para pensarse y entenderse a sí mismo.
Distintos críticos coinciden en que el teatro independiente español languideció en el olor de multitud de la Transición (1976-1980). Su última voluntad antes de morir fue regalar al teatro de la democracia de los ochenta, tanto comercial como subvencionado, "un caudal de jóvenes y experimentados directores, actores, escenógrafos y autores".

## Orígenes
Precedentes internacionales: el teatro argentino independiente de la década de 1950 y los movimientos underground de Estados Unidos. Otros desencadenantes: la situación socio-política en la España del franquismo y las limitaciones de la escena española en las décadas de los sesenta y los setenta y el reflejo de la convulsión que supuso en la gente joven más concienciada el "mayo francés" del 68.

### Situación en el contexto social
El fenómeno del Teatro Independiente, en el marco general del teatro en la España del franquismo, puede esquematizarse así:
- Teatro Comercial (un 60% en 1960)

- Teatro no-profesional (un 40% en 1960)

1. Teatro de cámara y ensayo
2. Teatro Universitario
3. Teatro de aficionados
4. T.E.M. - Teatro Estudio de Madrid
5. Escuelas de Arte Dramático

En la temporada 1968-1969, la proporción de representaciones era ya favorable a los no-profesionales, con un 55% del total del teatro representado en España.

### Génesis del Teatro Independiente Español

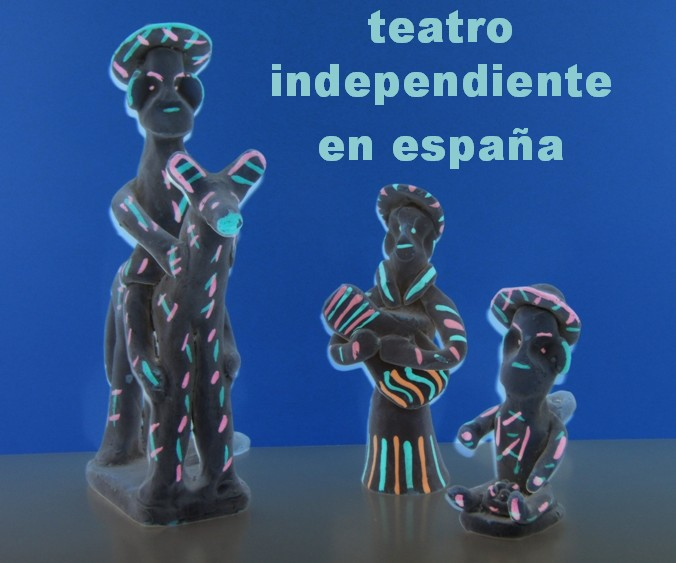
T.I.E.

En septiembre de 1963 se celebra en el Ateneo Jovellanos de Gijón el Primer Festival de Teatro Contemporáneo de Gijón. Uno de sus efímeros frutos fue la promoción de una Asociación Independiente de Teatro Experimental (AITE), que no llegaría a crearse, y cuyos Planteamientos no se conocerían públicamente hasta siete años después. Dichos planteamientos, unidos a las conclusiones de las Jornadas de Teatro Universitario de Murcia, publicados aquel mismo año, se consideran por algunos estudiosos como antecedentes documentales del Teatro Independiente español.
La fuerza emergente de este movimiento teatral se manifestó con 'prudente temeridad' tres años después (1966) en el Primer Congreso Nacional de Teatro Nuevo de Valladolid, con tres propuestas ambiciosas:
1. Constitución de una Federación Nacional de Teatro Independiente.
2. Revisión de la ley de Espectáculos y abolición de la censura previa.
3. Apremiar al Ministerio de Educación y Ciencia español para el reflejo en el programa docente universitario del "Estudio de la teoría y práctica del arte dramático".[11]

Aunque la constitución de una Federación Nacional de Teatro Independiente no saliera adelante, fue a raíz de este congreso que los TEUs respaldaron la idea de constituir una federación propia, la Federación Nacional de Teatro Universitario cuya vida llegó hasta la caída de la dictadura.
El broche al proceso de génesis y definición del Teatro Independiente en España lo supuso el llamado Festival Cero de San Sebastián, y en especial los argumentos expuestos por José Monleón en su ponencia "Del teatro de cámara al Teatro Independiente".

## Grupos de teatro independiente en España
- En Cataluña, "...con el objetivo de hacer crítica social mediante la ironía y la fabulación...", Albert Boadella, Carlota Soldevila y Anton Font crearon en 1962 Els Joglars. Siguiendo en cierto modo su estela fueron surgiendo Comediants (1971), La Cubana e incluso Dagoll-Dagom (1974) o La Fura dels Baus (1979).

Otros colectivos independientes catalanes a enumerar: Cátaro, A-71, El Globus, El Camaleón, Palestra (de Sabadell), Xaloc (de Mataró), Teatre Experimental Catalá, La Roda, Semana Trágica y Ziasos (todos ellos en Barcelona; L'Esquella y el grupo TOAR, en Lérida, el Teatre Experimental Independent de Bañolas y Proscenio, en Gerona.
- En Madrid destacó la labor consecutiva de tres colectivos hermanos y cercanos al fenómeno del teatro independiente: el Teatro Estudio de Madrid (TEM), el Teatro Experimental Independiente (TEI) y el Teatro Estable Castellano (TEC), los dos primeros creados por William Layton y Miguel Narros, que también inspiraron y coordinaron el tercero, este con la ayuda de José Carlos Plaza. Otros dos grupos de la capital española, esenciales en el movimiento del teatro independiente, fueron: Los Goliardos y Tábano (y todos sus satélites, antes y después) y Ditirambo Teatro Estudio, dirigido por Luis Vera Pró. Por otra parte es necesario tener en cuenta: G.I.T., El Gayo Vallecano, Cizalla, Gincacha, La Picota, Libélula, Bululú, Taller de Teatro, Tiempo, Pequeño Zoo, Karpa Teatro de Mimo de Madrid, Ademar, Canon, Zeta, Nasto, Taller I...

Otros grupos castellanos fueron: Teloncillo, de Valladolid, Clunia, de Aranda de Duero, Pigmalión de Toledo, El Candil de Talavera de la Reina  y los leoneses de Grutélipo.
- En Andalucía destacaron los grupos sevillanos. En Sevilla, a finales de la década de 1960, y tras la experiencia internacional del Teatro Estudio Lebrijano, Salvador Távora crea en 1971 el espectáculo Quejío, base del grupo independiente más brillante de la escena andaluza La Cuadra de Sevilla. Otros grupos hispalenses fueron Esperpento, Crótalo, La Tinaja, Mediodía, Grupo Laboratorio y Tabanque.

En el resto del territorio andaluz, se pueden citar: Cascao, G. T. N. y Tespis, en Málaga; G. T. Sotullos y La Garrocha, en Huelva; La Tabla, de Granada; Trápala en Córdoba, y Quimera y el UN en Cádiz.
- En Galicia, ya a mediados de los sesenta, la consolidación de algunos concursos teatrales, había impulsado la fundación del Teatro Circo en La Coruña (primer grupo de teatro gallego independiente). Otros colectivos a citar: Antroido, de Santiago; Aspasia y Teatro Circo, de La Coruña; Avriense y Valle-Inclán, de Orense; Candea, de Noya; Martín Codax y Rosalía de Castro, en Vigo; y La Araña, en Lugo.

- En el País Vasco,[12] los orígenes los pone Ramón Barea, fundador de Cómicos de la legua (1968) y, más tarde, Karraka (1980). En Bilbao, Akelarre y Antígona; en Vitoria la Cooperativa Denok (1977); y quizá a nivel más regional: Cobaya, Cómicos, Geroa, Farándula, Intxizu, Orain y El Lebrel Blanco.[nota 3]

- En la Comunidad Valenciana se recuerdan: La Carátula de Elche, La Cazuela de Alcoy, Carnestoltes, Teatro Club 49, El Sambori, Galliner, La Castaña de Pego y el P.T.V. de Valencia, capital; el Circula de Teatro, de Sagunto, La Máscara y Alba 70, de Alicante...

- En Asturias: los grupos Teatro Estudio del Ateneo (Oviedo, 1963-1968); Teatro Experimental Esquilo (Gijón, 1964-1966); Teatro de Cámara Arcos (Avilés, 1964-1972); Grupo Juvenil de Teatro La Máscara (Gijón, 1966-1970); Club Les Madreñes (Gijón, 1967-1968); Grupo de Teatro Documento (Oviedo, 1967-1968); Candilejas (Llaranes, 1967-1988); Los Vagantes (Gijón, 1968-1969); Teatro Estudio de la Alianza Francesa (Oviedo, 1968-1969); Teatro Independiente Asturiano Caterva (Oviedo, 1968-1976); Grupo de Teatro Pópulus (Gijón, 1968-1978); Cátaro (Avilés, 1970-1973); Colectivo de Teatro Llibre (Gijón, 1970-1978); Colectivo AQ (La Felguera, 1970-1989); Gris Teatro Experimental (Oviedo, 1971-1974); Alma (Castrillón, 1971-1974); Soto Torres (Langreo, 1971-1977); La Carreta (Oviedo, 1973-1977); Tramoya (Gijón, 1975-1997); Colectivo Margen (1977); Laboratorio de Danza (Universidad de Oviedo, 1977-1982); Curuxa Enfocicá (Gijón, 1978-1979); R.H.P.O. Teatro (Oviedo, 1979-1989); TEG Teatro Estudio de Gijón (Gijón, 1980); además de Éxodo (Llaranes, 1967), Gleba (Llaranes, 1976-1977), Epidauro y Melampo (Castrillón, 1977), Acuario 77-78, Cochambre o Farándula, en el ámbito de Avilés; Forum (Gijón, 1962), Junior (Gijón, 1969), Talía (La Calzada, 1972), en el ámbito de Gijón; Tespis (Oviedo, 1967), Tragos (Oviedo, 1976), Trasgos, Koturno (1980-1981), Timbal, en el ámbito de Oviedo; Tragodia 2 (Mieres, 1972), La Condena (Mieres, 1977-1980), Primer Acto (Turón, 1977-1983), Box (Tudela Veguín, 1978-1979), Colectivo Carátula (Turón, 1980), Tespis (Ujo, 1972-1973), en el ámbito de Mieres; además de Andecha (Pola de Siero, 1972-1974), La Guaxa (Pola de Siero, 1975).

- En Aragón: la compañía de La Ribera, de Zaragoza.

- En la Región de Murcia: el Teatro Universitario de Murcia, dirigido por César Oliva, reunido en 1967.

- En Extremadura, Pax y Tierra Seca, de Badajoz.

- En las Baleares, la compañía S'Estornell, de Palma de Mallorca, y el grupo menorquín Ciudadela.

- En Canarias, el TIC (Teatro Insular de Cámara), de Las Palmas de Gran Canaria.

## Sistema colectivo
Como relata Alonso de Santos en una de sus monografías dedicadas al teatro independiente español, cualquier miembro de una compañía de estas características compaginaba "...tareas de actor, director, autor, técnico, tramoyista, promotor, escenógrafo, chófer, mozo de carga, y todas y cada una de las mil actividades que implica el montaje de un espectáculo, desde el momento de su concepción hasta el de su representación...".
El aspecto romántico de la gestión, tanto creativa como administrativa y con un perfil anárquico típico de los primeros años del teatro independiente, evolucionó paralelo a los cambios en la estructura política y social española; paralelo pero en dirección contraria. El romanticismo juvenil acabaría entregándose a la eficiencia legalista (sociedades anónimas, cooperativas, fundaciones) y la anarquía se disolvió sustituida por objetivos específicamente artísticos o políticamente autonómicos.

## Principios y tendencias
En un análisis publicado en 1970, José Monleón, quizá la máxima autoridad crítica en el estudio del Teatro Independiente, resumió los principios o tendencias de los colectivos independientes en siete puntos principales:
- Voluntad del máximo número de representaciones y, por consiguiente, rechazo de la 'función única'.
- El colectivo se define a imagen y semejanza de su repertorio, como en el eslogan bíblico "por sus obras los conoceréis".
- Antes de estrenar cada montaje, se forman diferentes grupos de trabajo y análisis, cuyos objetivos serán:

Investigación del lenguaje dramático.
Coherencia ideológica y estética.
Participación colectiva y búsqueda de la calidad.
Utilización de la experiencia de cada representación como base autocrítica de recreación de temas y objetivos.
- Búsqueda de todo tipo de públicos, esencialmente públicos populares.
- Adecuación del espectáculo al público y sus circunstancias: horarios, lugares de representación y precios de las localidades.
- Previsión y organización de presupuestos en función de los objetivos enunciados en los anteriores puntos.
- Además de las representaciones, organización de seminarios complementarios, como respuesta consecuente a los fines ideológicos y de investigación del lenguaje teatral buscados por el colectivo.[nota 4]

Frente al teatro tradicional, elitista y con cierto halo de clase, el Teatro Independiente supuso un generoso esfuerzo humano y social, solo posible gracias al grado de compromiso e ilusión de sus protagonistas.